# جبل ديفين

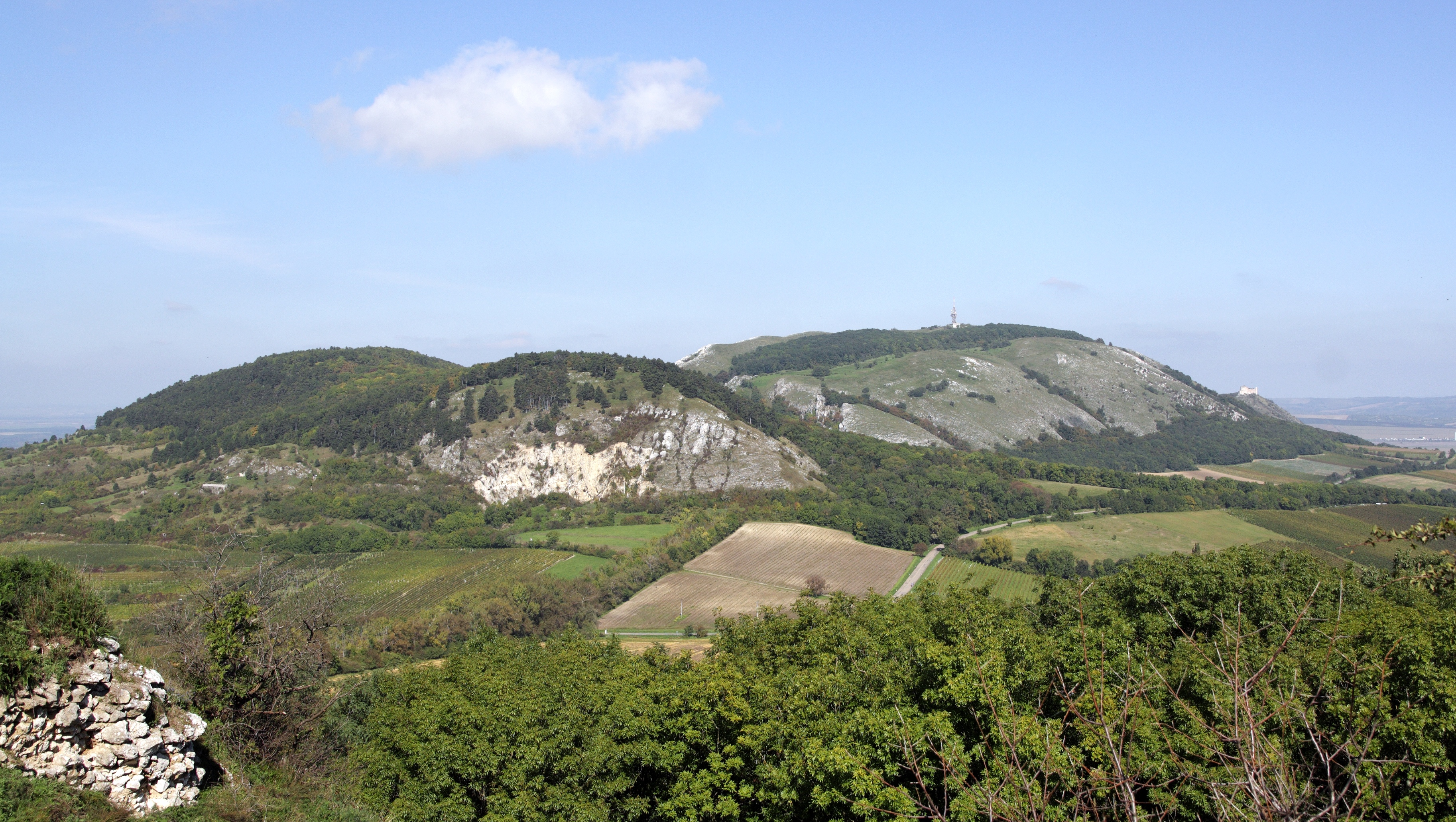
صورة ظلية منظر طبيعي لجبال ديفين من الغرب

ديفين جبل ذو قمة مزدوجة في بلدية بافلوف في منطقة جنوب مورافيا في جمهورية التشيك. بارتفاع 550 متر (1,800 قدم) ، وهو أعلى جبل في تلال بافلوف ضمن سلسلة مرتفعات ميكولوف.

## تاريخ

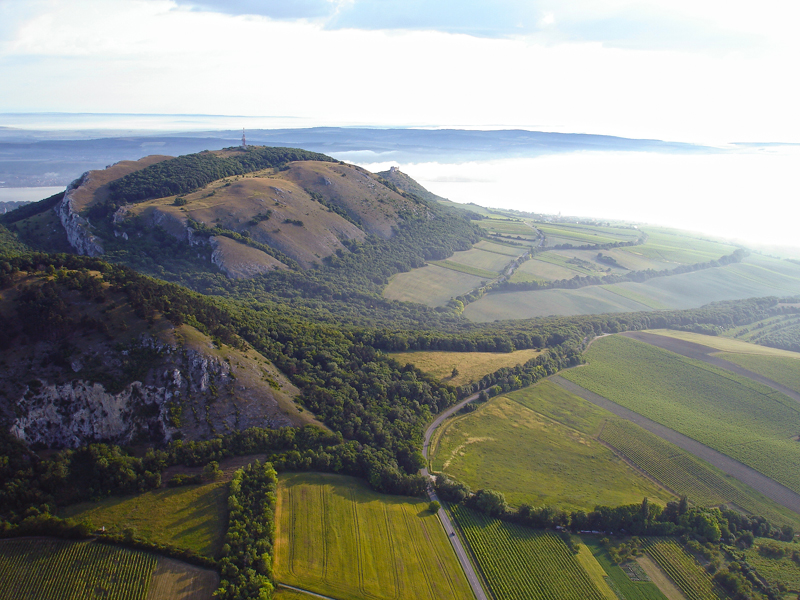
منظر جوي لتلة ديفين في ضباب خفيف

تحتوي قمة جبل ديفين على بقايا حصن تل ضخم من العصر الحديدي، ويقع طريق الكهرمان القديم في قاعدة الجبال، وعدد من الطرق القديمة التي أنشأتها الحيوانات ثم سلكها البشر لاحقًا. استقر البشر في المنطقة المحيطة بقاعدة الجبل لفترة تزيد عن ثلاثين ألف سنة. منذ الصيادين العصر الحجري القديم في أوروبا، مستوطنة قبائل سلتيك، القلعة الرومانية، تلال مورافيا العظمى ( Strachotín و Děvín).

## جيولوجيا
تتكون كتلة ديفين بالكامل وبشكل أساسي من الحجر الجيري الجوراسي، أي سلسلة من الصخور المتولدة أثناء الترسيب.

## الغطاء النباتي
يقع جبل ديفين في الجزء الشرقي من مرتفعات ميكولوف في الرعن الشمالي الغربي لسهل بانونيا .  وتعتبر المنطقة الأكثر دفئًا والأكثر جفافاً في جمهورية التشيك، تنمو بعض الأنواع النباتية التي لا توجد في أي مكان آخر في البلاد. منها نباتات الكرمة وأشجار البلوط والزرنبوك. قمة الجبل مغطاة بمروج السهوب وخشب الصنوبر والصخور.

## قمة الجبل
يوجد جهاز إرسال راديو وتلفزيون في الأعلى. وتستخدم المنصة السفلية كبرج مراقبة. تم بنائه في عام 1979-1980.

## صور

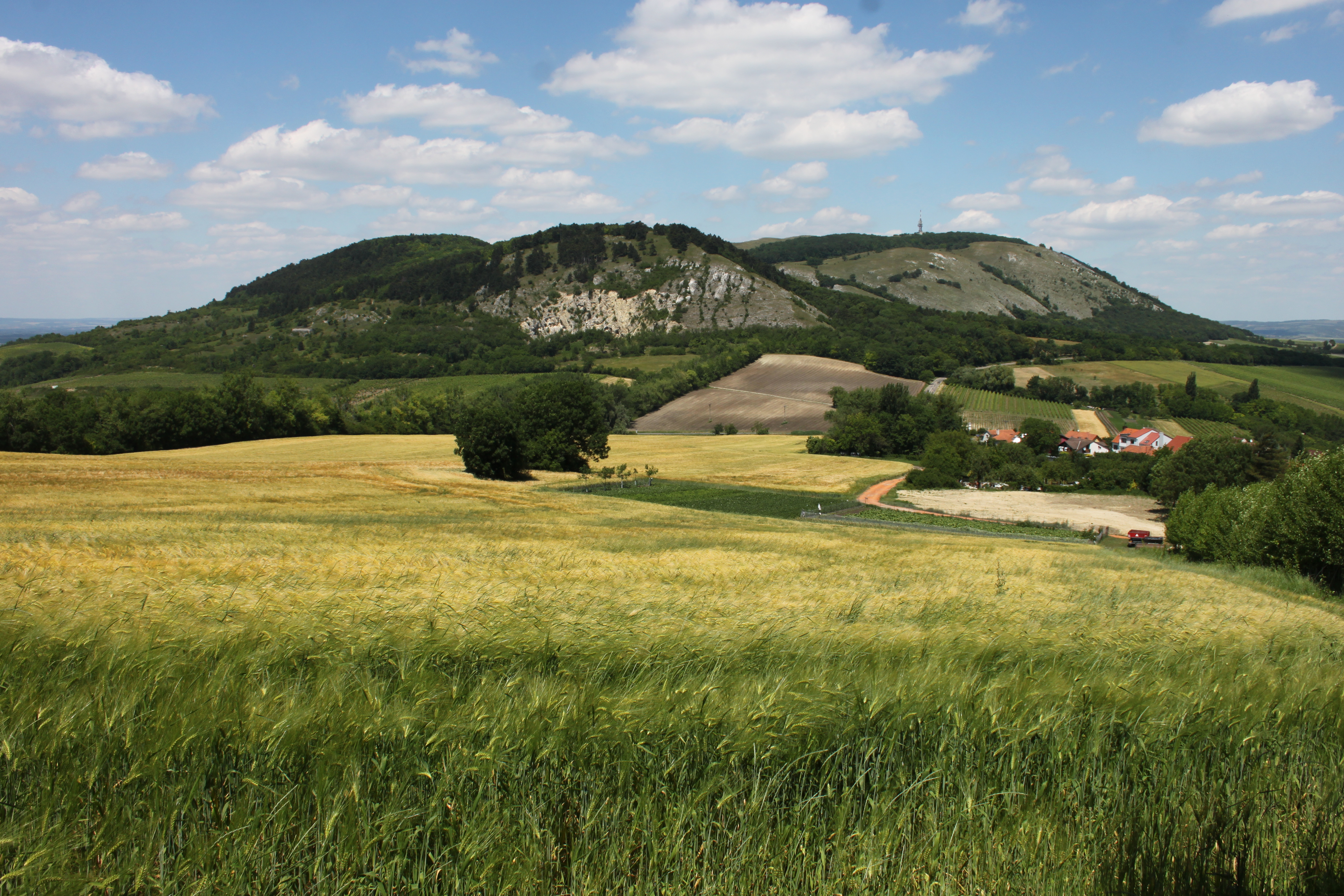
مزارع الكرم اسفل جبل ديفين

## روابط خارجية
- خريطة المتجولون على نطاق صغير
- منطقة المناظر الطبيعية المحمية بالافا نسخة محفوظة 1 مارس 2022 على موقع واي باك مشين.